# Lae (atolón)
Lae es un atolón que está compuesto por un total de 20 islas localizadas en el océano Pacífico. Este atolón es un distrito legislativo de la Cadena de Ralik perteneciente a las Islas Marshall. Su superficie terrestre total es de sólo 1,5 kilómetros cuadrados, pero a esto hay que sumarle una laguna de 17,7 km². Se encuentra aproximadamente a 47 kilómetros (29 millas) al este del atolón de Ujae . 
La población del atolón Lae era de 347 personas en 2011.